# Eszter Fontana
Eszter Fontana (* 1948 in Budapest) ist eine ungarische Musikwissenschaftlerin, Restauratorin für Musikinstrumente und Hochschullehrerin.

## Leben und Wirken
Eszter Fontana entstammt einer Budapester Musikerfamilie, sie absolvierte von 1966 bis 1970 ein Praktikum und eine Ausbildung zur Restauratorin von Musikinstrumenten an der Universität Leipzig. Nach dem Studium war sie von 1974 bis 1990 für die Musikinstrumente und Uhren im ungarischen Nationalmuseum verantwortlich. Weiterführende Studien machte sie an der Franz-Liszt-Musikakademie in Budapest, wo sie 1993 promovierte. Von 1995 bis 2001 hatte sie einen Lehrauftrag an der Hochschule für Musik und Theater „Felix Mendelssohn Bartholdy“ (Leipzig) für einen künstlerischen Diplomstudiengang „Alte Musik“.
Von 1995 bis 2013 war sie als Direktorin des Museum für Musikinstrumente der Universität Leipzig tätig. 2006 wurde sie dort zur außerplanmäßigen Professorin ernannt. Die Geschichte des Musikinstrumentenbaus und der Herstellungstechnologie für Musikinstrumente sind Schwerpunkte ihrer Forschungsarbeit. Besonders aber widmet sie sich der Geschichte des ungarischen Musikinstrumentenbaus, den Quellen zum Musikinstrumentengebrauch in Ungarn und der Sächsischen Instrumentenbaukunst im 16. bis 18. Jahrhundert. In diesem Bereich verfasste sie zahlreiche Veröffentlichungen. Die Geschichte des Museums für Musikinstrumente der Universität Leipzig ist ebenfalls eines ihrer wichtigen Arbeitsfelder.
Im Mai 2021 wurde Eszter Fontana von der renommierten Amerikanischen Musikinstrumenten-Gesellschaft für ihr Lebenswerk mit dem Curt-Sachs-Award 2021 ausgezeichnet worden.

## Buchveröffentlichungen (Auswahl)
als Autorin
- Eszter Fontana, Birgit Heise: Für Aug’ und Ohren gleich erfreulich. Janos Stekovics, 1998, ISBN 3-929330-72-5.
- Eszter Fontana, Friedemann Hellwig, Klaus Martius: Historische Lacke und Beizen auf Musikinstrumenten in deutschsprachigen Quellen bis 1900. Germanisches Nationalmuseum, 1999, ISBN 3-926982-60-8.
- Eszter Fontana, Kerstin Schwarz, Stewart Pollens, Gabriele Rossi-Rognoni: Bartolomeo Cristofori – Hofinstrumentenbauer der Medici / Strumentaio alla corte medicea / Court Instrument Maker of the Medici. Janos Stekovics, 2001, ISBN 3-932863-93-3.
- Eszter Fontana, Veit Heller, Steffen Lieberwirth, Janos Stekovics (Fotos): Wenn Engel musizieren: Musikinstrumente von 1594 im Freiberger Dom. Janos Stekovics, 2008, ISBN 978-3-89923-183-0.

als Herausgeberin
- Namhafte Pianisten im Aufnahmesalon Hupfeld. Janos Stekovics, 2001, ISBN 3-932863-34-8.
- 600 Jahre Musik an der Universität Leipzig. Janos Stekovics, 2010, ISBN 978-3-89923-245-5.